# Lewanika I.

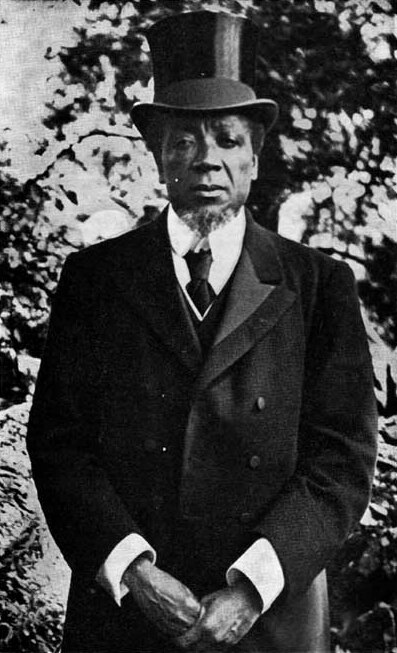
Lewanika I.

Lewanika I. (* um 1842; † 1916; auch bekannt als Lubosi oder Lewanika der Einiger) war der Litunga (König) von Barotseland von 1878 bis 1916 (mit einer Unterbrechung 1884–1885 durch Tatila Akufuna).
Lewanika stimmte nach einer Vereinbarung mit Cecil Rhodes zu, dass Barotseland ein Protektorat unter der British South Africa Company (BSAC) wurde. Barotseland ist heute ein Teil von Sambia und geriet 1890 unter die Herrschaft Großbritanniens. Später fühlte sich Lewanika durch die konkrete Ausgestaltung der Übereinstimmung durch die BSAC betrogen und beschwerte sich erfolglos bei der britischen Krone.
Lewanika hatte mehrere Söhne, von denen mehrere nacheinander seine Nachfolger als Litunga von Barotseland wurden: Yeta III. 1916–1945, Imwiko 1945–1948, Mbikusita = Lewanika II. (vierter Sohn): 1968–1977.
Der Name Lewanika wurde zum Familiennamen der Nachkommen von Lewanika II., zum Beispiel bei seinen Kindern, dem sambischen Politiker Akashambatwa Mbikusita-Lewanika und der sambischen Botschafterin in den USA Inonge Mbikusita-Lewanika.